# Circuito da Gávea
O Circuito da Gávea, também conhecido como "Trampolim do Diabo", foi um circuito de rua que abrigou o Grande Prêmio Cidade do Rio de Janeiro.
No Grande Prêmio Cidade do Rio de Janeiro de 1948, Chico Landi registrou a volta mais rápida da história do circuito, com 7min03s.

## O Circuito
Organizado pelo Automóvel Clube do Brasil, o circuito possuía um traçado de rua com mais de 11 quilômetros que contornava o Morro Dois Irmãos. A largada era na Rua Marquês de São Vicente, quase em frente a então sede antiga do A.C.B. O trajeto seguia pelas avenidas Bartolomeu Mitre, Visconde de Albuquerque, Niemeyer e Estrada da Gávea, onde atualmente é o bairro da Rocinha. 
Com mais de 100 curvas e diferentes tipos de piso (asfalto, cimento, paralelepípedo e areia), o traçado era um verdadeiro desafio à perícia e ao arrojo dos pilotos. O local de largada, em que os carros cruzavam os escorregadios trilhos de bonde, aumentavam o nível de periculosidade. Tudo isso junto rendeu o apelido de “Trampolim do Diabo” ao Circuito da Gávea.
A dificuldade do circuito, que exigia grande perícia dos pilotos, aliados à beleza da paisagem, contribuíam para sua fama. A subida pelo atual Parque da Cidade, com curvas de grande periculosidade, aliadas ao traçado da Avenida Niemeyer, faziam desta prova um verdadeiro desafio. No entanto, o próprio circuito da prova destacava as belezas da cidade, que se mostrava assim como um possível destino turístico internacional.
A subida da Rocinha, com 2 km de distância e 170 metros de altura, continha um dos locais mais desafiadores do circuito: os cotovelos em Z, chamados de trampolins, daí a origem do apelido da corrida.
Acidentes fatais com pilotos foram registrados no Circuito da Gávea em deferentes ocasiões, tais como o de Nino Crespi vitimado por um acidente na Rua Marques de São Vicente no ano de 1934. Em 1935 acontece o mais célebre dos acidentes fatais que ocorreu com o piloto Irineu Corrêa que havia sido campeão deste circuito do ano anterior; em 2 de junho de 1935, a bordo de um Ford V8, competindo novamente no Circuito da Gávea, agora como favorito, Irineu chocou-se com uma primeira árvore - da qual foi partida o tronco - e posteriormente bate em outra que joga o veículo ao ar; tendo este, logo após, caído num canal. Tal acidente ocorreu na segunda curva da Avenida Visconde de Albuquerque, no bairro do Leblon. Após o acidente, ocorrido logo nos momentos iniciais da corrida, o piloto ainda seria levado ao Posto de Saúde de Copacabana, porém lá chegaria já sem vida por conta dos traumas e da grande hemorragia verificada.

## Melhor Volta
|                   |             |          |      |  |  |
| Circuito de Gávea | País/Piloto | Tempo    | Ano  |  |  |
| Melhor Volta      | Chico Landi | 7min 03s | 1952 |  |  |